# Edificio Reyes de Anta-Barrio
El Edificio Reyes de Anta-Barrio es un edificio de la ciudad española de Alicante. Se localiza frente a la glorieta de la Estrella, en la confluencia de las avenidas de Maisonnave y de Salamanca. Fue construido en 1929 según el proyecto del arquitecto Cayetano Borso di Carminati.

## Descripción
Estilísticamente combina elementos casticistas con art déco valenciano, realzándose la composición de la fachada con un mirador central de gran tamaño, además de con decoración art déco y elementos geométricos y estilizados. Fue el primer edificio de Alicante en contar con un sótano accesible para los vehículos.
Este edificio fue objeto de una restauración que finalizó en febrero de 2000.